# Mirafra somalica
Mirafra somalica е вид птица от семейство Чучулигови (Alaudidae).

## Разпространение
Видът е разпространен в Сомалия.